# Erannis kempnyaria
Erannis kempnyaria là một loài bướm đêm trong họ Geometridae.